# Межведомственная комиссия по защите государственной тайны (Азербайджан)
Межведомственная комиссия по защите государственной тайны Азербайджанской Республики —  создана Указом Президента Азербайджанской Республики № 539 от 17 января 1997 года о применении закона Азербайджанской Республики "О государственной тайне". Межведомственная комиссия является коллегиальным органом, обеспечивающим реализацию законодательства Азербайджанской Республики о государственной тайне и координирующим деятельность государственных органов в области защиты государственной тайны в целях разработки и реализации государственных программ, нормативно-правовых актов и методических документов.

## История
Комиссия создана Указом Президента Азербайджанской Республики № 539 от 17 января 1997 года о применении Закона Азербайджанской Республики «О государственной тайне».
Указом № 224 от 9 декабря 1999 года Президент Азербайджанской Республики утвердил изменение в "Утверждение Положения о Межведомственной комиссии по защите государственной тайны и состава Межведомственной комиссии по защите государственной тайны".
23 апреля на очередном заседании Милли Меджлиса был обсужден и принят проект закона "О государственной тайне"
7 сентября 2004 г. президент Ильхам Алиев подписал соответствующий указ о внесении поправки в "Положение о Межведомственной комиссии по защите государственной тайны".
Затем, руководствуясь пунктом 19 статьи 109 Конституции Азербайджанской Республики, президент Азербайджана утвердил Закон Азербайджанской Республики от 20 июня 2014 года № 984-IVQD "О внесении изменений в Закон Азербайджанской Республики "О государственной тайне".

## Статус
Основной задачей Межведомственной комиссии является организация и обеспечение защиты государственной тайны в соответствии с функциями, возложенными на нее законодательством Азербайджанской Республики.
- Согласно указу, Комиссия дает заключение на проекты нормативных и методических документов о показателях ущерба, который может быть нанесен безопасности Азербайджанской Республики в результате распространения информации, составляющей государственную тайну[11]
- Депутаты Милли Меджлиса Азербайджанской Республики, члены Счетной Палаты Азербайджанской Республики, лица, назначенные на должность в соответствии со статьей 109 Конституции Азербайджанской Республики, судьи на период исполнения ими своих обязанностей, а также адвокаты, участвующие в качестве защитников в уголовном судопроизводстве по делам, связанным со сведениями, составляющими государственную тайну, допускаются к работе с государственной тайной без проведения проверочных мероприятий, предусмотренных настоящим Законом.[12]
- Председатель Межведомственной комиссии организует деятельность комиссии и возглавляет ее
- Утверждает план работы Межведомственной комиссии и контролирует его выполнение
- Получает от государственных органов (учреждений) и юридических лиц необходимую информацию, документы и материалы, касающиеся деятельности Межведомственной комиссии
- Назначает на должность и освобождает от должности руководителя и сотрудников секретариата с согласия Президента Азербайджанской Республики
- Заседания Межведомственной комиссии проводятся на основании плана работы, утверждаемого председателем. Внеочередные заседания могут созываться по инициативе председателя или более половины членов комиссии
- Решения на заседаниях Межведомственной комиссии принимаются открытым голосованием.  Во время голосования членам комиссии не разрешается оставаться нейтральными.
- Межведомственную комиссию возглавляет председатель, который назначается на должность и освобождается от должности Президентом Азербайджанской Республики.

Состав Межведомственной комиссии утверждается Президентом Азербайджанской Республики.

## Руководство и члены комиссии
Председателем комиссии является начальник Службы государственной безопасности Азербайджанской Республики.
- Заместитель министра обороны Азербайджанской Республики
- Заместитель министра юстиции Азербайджанской Республики
- Заместитель министра иностранных дел Азербайджанской Республики
- Заместитель министра внутренних дел Азербайджанской Республики
- Заместитель министра оборонной промышленности Азербайджанской Республики
- Заместитель министра по чрезвычайным ситуациям Азербайджанской Республики
- Заместитель министра экономики Азербайджанской Республики
- Заместитель министра финансов Азербайджанской Республики
- Заместитель министра цифрового развития и транспорта Азербайджанской Республики
- Заместитель министра экологии и природных ресурсов Азербайджанской Республики
- Заместитель министра науки и образования Азербайджанской Республики
- Заместитель начальника Службы внешней разведки Азербайджанской Республики
- Заместитель начальника Службы безопасности Президента Азербайджанской Республики
- Заместитель начальника Государственной службы специальной связи и информационной безопасности Азербайджанской Республики
- Заместитель начальника Государственного агентства по охране стратегических объектов Азербайджанской Республики
- Заместитель начальника Государственной пограничной службы Азербайджанской Республики
- Заместитель начальника Государственной службы по мобилизации и призыву на военную службу Азербайджанской Республики
- Вице-президент Национальной академии наук Азербайджана
- Вице-президент Государственной нефтяной компании Азербайджанской Республики